# موتوكي كاواساكي
موتوكي كاواساكي (باليابانية: 川崎 元気) (2 فبراير 1979 في أويتا في اليابان – )؛ هو لاعب كرة قدم ياباني سابق كان يلعب كلاعب وسط.

## روابط خارجية
- موتوكي كاواساكي على موقع رابطة كرة القدم اليابانية للمحترفين (اليابانية)